# Riley Patterson
Riley Patterson (Edwardsville, 7 settembre 1999) è un giocatore di football americano statunitense che milita nel ruolo di placekicker per i Jacksonville Jaguars della National Football League (NFL).

## Carriera

### Minnesota Vikings
Patterson firmò con i Minnesota Vikings dopo non essere stato scelto nel Draft il 5 maggio 2021. Il 16 agosto fu inserito nella lista delle riserve infortunate.
Fu svincolato il 25 agosto in seguito a un accordo per un infortunio.

### New England Patriots
Il 19 ottobre 2021 Patterson firmò con la squadra di allenamento dei New England Patriots.

### Detroit Lions
Il 16 novembre 2021 Patterson firmò con i Detroit Lions. Nel suo debutto nella NFL segnò due extra point nella gara contro i Chicago Bears.
Patterson segnò il suo primo field goal contro i Minnesota Vikings il 5 dicembre 2021. Nel quindicesimo turno segnò tutti e tre i tentativi di field goal e tre extra point nella vittoria per 30–12 sugli Arizona Cardinals, venendo premiato come giocatore degli special team della NFC della settimana.
Patterson fu svincolato il 30 agosto 2022.

### Jacksonville Jaguars
Patterson firmò con i Jacksonville Jaguars il 31 agosto 2022. Nel tredicesimo turno segnò 13 punti con 4 field goal e un extra point nella vittoria per 19–3 sui New York Jets, venendo premiato come giocatore degli special team dellaAFC della settimana. Il 14 gennaio 2023 Patterson calciò il field goal della vittoria in rimonta dei Jaguars sui Los Angeles Chargers nel primo turno di playoff. Fu svincolato il 25 maggio dopo la firma di Brandon McManus, prima di essere riscambiato con i Lions.

### Ritorno ai Detroit Lions
Patterson fu inattivo il 17 dicembre 2023, dopo avere sbagliato due extra point in tre partite. Fu sostituito da Michael Badgley. Il 19 dicembre fu svincolato.

### Cleveland Browns
Il 25 dicembre 2023 Patterson firmò con la squadra di allenamento dei Cleveland Browns dopo l’infortunio del kicker Dustin Hopkins. Fu promosso nel roster attivo e disputò la prima gara il 28 dicembre. A fine stagione divenne free agent.

### Ritorno ai Jacksonville Jaguars
Patterson firmò per fare ritorno ai Jaguars il 6 febbraio 2024.